# Bruno Dallansky
Bruno Dallansky (* 19. September 1928 in Wien; † 5. August 2008 ebenda) war ein österreichischer Schauspieler.

## Biografie
Nach dem Abitur studierte Dallansky Erziehungswissenschaft und arbeitete zunächst als Erzieher und Lehrer, ehe er am Max-Reinhardt-Seminar in Wien eine Schauspielausbildung aufnahm. Zu seinen Stationen als Theaterschauspieler zählten anfangs das Kellertheater in Wien und das Theater für Vorarlberg in Bregenz, dann 1956 das Theater in der Josefstadt in Wien und 1957 bis 1959 das Hebbel-Theater in Berlin. Danach war er als freier Schauspieler am Burgtheater in Wien, am Deutschen Schauspielhaus in Hamburg, am Berliner Schillertheater sowie am Kabarett Wiener Werkel tätig und hatte zahlreiche Auftritte bei Theaterfestspielen wie den Salzburger Festspielen. Außerdem gründete er 1951 mit dem Kellertheater Kaleidoskop eine eigene kleine Theatergruppe. Darüber hinaus war Dallansky selbst als Lehrer für Schauspielkunst tätig: Von 1979 bis 1981 leitete er die Otto-Falckenberg-Schule in München, später kehrte er als Schauspiellehrer an das Max-Reinhardt-Seminar zurück.
Zu seinen seltenen Filmauftritten zählen das Filmdrama Nachtschwester Ingeborg (mit Maria Schells Schwester Immy in der Titelrolle), Alfred Vohrers Kriminaldrama Sieben Tage Frist (mit Joachim Fuchsberger), und die Literaturverfilmung Und Jimmy ging zum Regenbogen nach Johannes Mario Simmel sowie das romantische Drama Gebürtig.
Daneben war Dallansky umfangreich bei Fernsehproduktionen tätig. Er spielte in Bühnenadaptionen wie Georg Büchners Woyzeck, Literaturverfilmungen wie Leo Tolstois Der lebende Leichnam und John Knittels Via Mala, unter der Regie von Dieter Wedel in Ein Abend mit Labiche sowie mehrfach unter der Regie von Axel Corti (Der Bauer und der Millionär nach Peter Turrini). Daneben übernahm er verschiedene Gastauftritte in Fernsehserien wie Derrick, Ein Fall für zwei, Kommissar Rex und Der Alte und war mehrfach als „Oberinspektor Pfeifer“ für die Tatort-Beiträge des ORF im Einsatz.
Bruno Dallansky war mit der österreichischen Kammerschauspielerin Judith Holzmeister (1920–2008) verheiratet, die gemeinsame Tochter Domenica wurde 1960 geboren.
Seine Beisetzung fand am 28. August 2008 auf dem Hernalser Friedhof (Gruppe 53, Grab 72) in Wien statt.

## Filmografie
- 1953: Flucht ins Schilf
- 1955: Dunja
- 1957: … und führe uns nicht in Versuchung
- 1958: Nachtschwester Ingeborg
- 1960: Das Dorf ohne Moral
- 1960: Schicksals-Sinfonie (The Magnificent Rebel)
- 1969: Sieben Tage Frist
- 1970: Wie eine Träne im Ozean
- 1970: Die Marquise von B.
- 1971: Der Fall Jägerstätter
- 1971: Und Jimmy ging zum Regenbogen
- 1972: Tatort – Rechnen Sie mit dem Schlimmsten
- 1973: Hamburg Transit – Fundsache
- 1975: Totstellen – Der Sohn eines Landarbeiters wird Bauarbeiter und baut sich ein Haus
- 1975: Derrick – Kamillas junger Freund
- 1976: Jakob der Letzte
- 1977: Der Bauer und der Millionär
- 1978: Der Alte (Fernsehserie, Folge Die Kolonne)
- 1979: Der Lebemann
- 1979: Derrick – Das dritte Opfer
- 1980: Ein Abend mit Labiche
- 1980: Tatort – Mord auf Raten
- 1981: Der Mond ist nur a nackerte Kugel
- 1981: Der lebende Leichnam
- 1982: Unheimliche Geschichten (Fernsehserie, Folge Grüne Ärmel)
- 1982: Derrick – Die Fahrt nach Lindau
- 1984: Waldheimat
- 1984: Ein Fall für zwei (Fernsehserie, Folge Totes Kapital)
- 1985: Via Mala
- 1985: Schöne Ferien – Urlaubsgeschichten aus Kenia
- 1986: Tatort – Riedmüller, Vorname Sigi
- 1986: Tatort – Die Spieler
- 1986: Tatort – Der Tod des Tänzers
- 1987: Tatort – Die offene Rechnung
- 1987: Tatort – Tod im Elefantenhaus
- 1987: Tatort – Superzwölfer
- 1987: Tatort – Wunschlos tot
- 1987: Tatort – Der letzte Mord
- 1987: Tatort – Atahualpa
- 1987: Tatort – Flucht in den Tod
- 1987: Die Krimistunde (Fernsehserie, Folge 23, Episode: „Hedwigsruh“)
- 1988: Der Bierkönig
- 1988: Tatort – Feuerwerk für eine Leiche
- 1995: Radetzkymarsch
- 2002: Gebürtig